# موشيه مردخاي إبشتاين

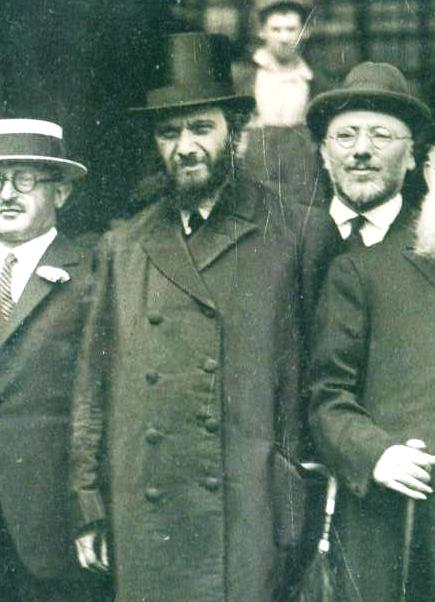
موشيه مردخاي إبشتاين

الحاخام موشيه مردخاي إبشتاين (משה מרדכי אפשטיין، 7 مارس 1866 - 28 نوفمبر 1933) عضو في يشيفا كنيست يسرائيل في فيليامبول ليتوانيا ويشيفا الخليل، وعضوًا في مجلس حكماء التوراة، وأحد مؤسسي الخضيرة.
كان أثناء دراسته في يشيفا فولوزين على اتصال بأبراهام كوك الذي درس هناك. وقد تأثر بأفكار فيلنا غاوون ونافتالي تسفي يهودا برلين بوجوب إعادة إحياء أرض إسرائيل عمليًا، ولذلك كان ناشطًا في جمعية سرية صهيونية تسمى "نيس زيونا". وكان هدف أعضاء الجمعية، الذين كانوا جميعًا طلابًا في مدرسة دينية، هو الهجرة إلى فلسطين. وكان سكرتير الجمعية هو بيساح فريدلاند. وكان الحاخام اسير زلمان ميلتزر، صهر الحاخام إبشتاين لاحقًا، عضوًا في الجمعية أيضًا.
بعد زواجه، انضم الحاخام إبشتاين إلى ثلاث جمعيات سرية أخرى، بما في ذلك واحدة من أليكسوت وواحدة من ريغا. وكان عضوًا في وفد من خمس من هذه الجمعيات التي انطلقت لشراء الأراضي في فلسطين. وبتوجيه ووساطة يهوشوا هانكين، اشتروا أراضي الخضيرة، بعد أن تعهد هانكين كتابيًا بأنه سيتولى تجفيف جميع المستنقعات في المنطقة. عاد الحاخام إبشتاين إلى ليتوانيا ولم يهاجر إلى فلسطين إلا في عام 1925 مع طلابه في المدرسة الدينية.
1. ↑  مذكور في: ويكيبيديا العبرية. لغة العمل أو لغة الاسم: العبرية.